# Wereldkampioenschap voetbal onder 16 - 1985
Het Wereldkampioenschap voetbal onder 16 was de eerste editie van het FIFA Wereldkampioenschap voetbal onder 16 en werd van 31 juli 1985 tot 11 augustus 1985 gehouden in China. Het toernooi werd gespeeld in verschillende stadions. Aan het toernooi deden zestien landen mee. China was als gastheer automatisch geplaatst voor het eindtoernooi. Nigeria won de finale ten koste van West-Duitsland met 2–0. Brazilië werd derde.

## Gekwalificeerde landen

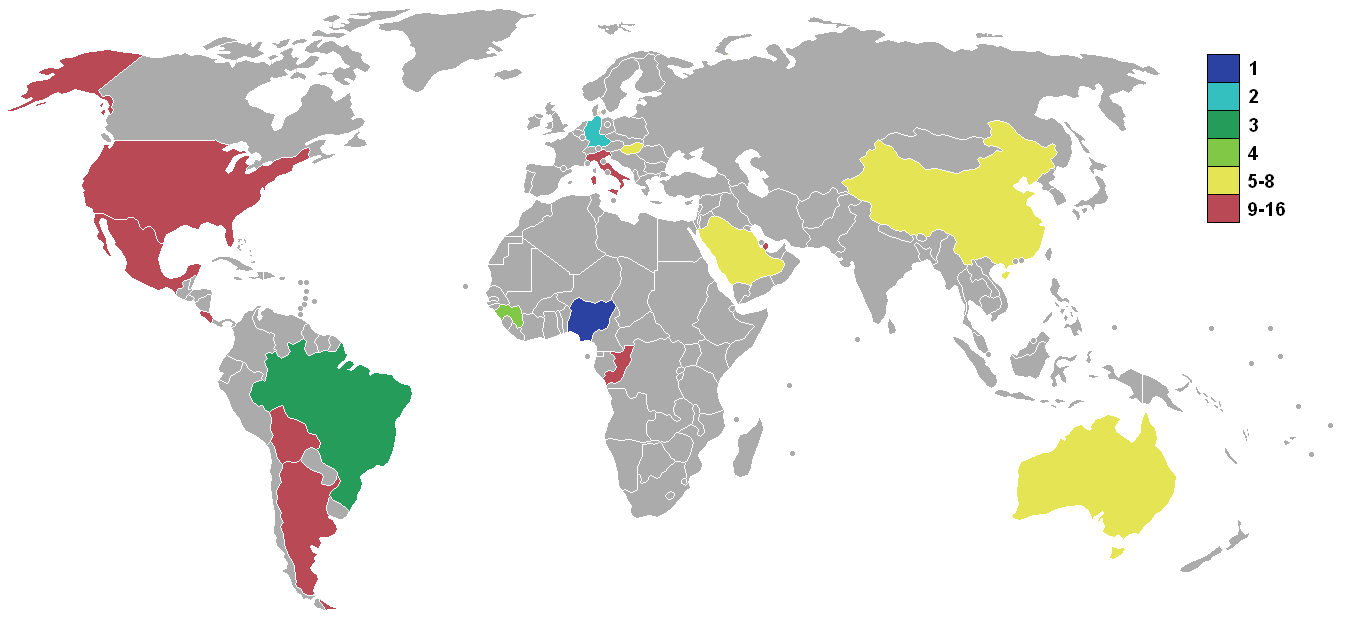
Deelnemende landen
Winnaar
Tweede
Derde
Vierde
Kwartfinale
Groepsfase

Er deden zestien landenteams uit zes confederaties mee. Teams konden zich kwalificeren via een jeugdtoernooi dat binnen elke confederatie georganiseerd werd.
Voor Europese teams was de kwalificatieprocedure voor deze editie afwijkend. In plaats van één EK waarbij teams van tevoren wisten dat ze zich konden kwalificeren, koos de FIFA voor deze eerste editie zelf teams uit. De winnaars van de EK's-16 van 1982 en 1984 werden uitgenodigd, net als Hongarije, dat in 1985 het EK-16 organiseerde.
| Confederatie                                   | Kwalificatietoernooi                                                              | Gekwalificeerde landen             |
| ---------------------------------------------- | --------------------------------------------------------------------------------- | ---------------------------------- |
| AFC (Azië)                                     | Aziatisch kampioenschap voetbal onder 16 - 1985 1–10 februari 1985                | Saoedi-Arabië Qatar                |
| CAF (Afrika)                                   | Afrikaans kampioenschap voetbal onder 16 - 1985                                   | Nigeria Guinee Congo-Brazzaville   |
| CONCACAF (Noord, Centraal-Amerika & Caribbean) | CONCACAF-kampioenschap voetbal onder 16 - 1985 Mexico, 13–26 april 1985           | Costa Rica Mexico Verenigde Staten |
| CONMEBOL (Zuid-Amerika)                        | Zuid-Amerikaans kampioenschap voetbal onder 16 - 1985 Argentinië, 1–22 april 1985 | Argentinië Brazilië                |
| CONMEBOL (Zuid-Amerika)                        | Uitgenodigd                                                                       | Bolivia                            |
| OFC (Oceanië)                                  | Oceanisch kampioenschap voetbal onder 16 - 1983 Nieuw-Zeeland, 3–10 december 1985 | Australië                          |
| UEFA (Europa)                                  | Europees kampioenschap voetbal onder 16 - 1982 Italië, 5–7 mei 1982               | Italië                             |
| UEFA (Europa)                                  | Europees kampioenschap voetbal onder 16 - 1984 West-Duitsland, 3–5 mei 1984       | West-Duitsland                     |
| UEFA (Europa)                                  | Uitgenodigd                                                                       | Hongarije                          |
| Gastland                                       | Gastland                                                                          | China                              |

## Stadions
| Tianjin                             | · Shanghai Dalian Tianjin Peking |  |
| Minyuanstadion Capaciteit: 20.000   | · Shanghai Dalian Tianjin Peking |  |
| Peking                              | · Shanghai Dalian Tianjin Peking |  |
| Arbeidersstadion Capaciteit: 80.000 | · Shanghai Dalian Tianjin Peking |  |
| Shanghai                            | · Shanghai Dalian Tianjin Peking |  |
| Hongkoustadion Capaciteit: 33.060   | · Shanghai Dalian Tianjin Peking |  |
| Dalian                              | · Shanghai Dalian Tianjin Peking |  |
| Dalianstadion Capaciteit: 40.000    | · Shanghai Dalian Tianjin Peking |  |

## Groepsfase

### Groep A
| Pos. | Land             | Ptn. | GW | W | G | V | DV | DT | +/− | Res.                |
| ---- | ---------------- | ---- | -- | - | - | - | -- | -- | --- | ------------------- |
| 1    | China            | 5    | 3  | 2 | 1 | 0 | 6  | 3  | +3  | Naar de kwartfinale |
| 2    | Guinee           | 4    | 3  | 2 | 0 | 1 | 5  | 2  | +3  | Naar de kwartfinale |
| 3    | Verenigde Staten | 2    | 3  | 1 | 0 | 2 | 3  | 5  | −2  |                     |
| 4    | Bolivia          | 1    | 3  | 0 | 1 | 2 | 2  | 6  | −4  |                     |

|                    |                      |       |             |                                                                           |
| 31 juli 1985 19:00 | China                | 1 – 1 | Bolivia     | Arbeidersstadion, Peking Toeschouwers: 80.000 Scheidsrechter: Miklos Nagy |
| 31 juli 1985 19:00 | Xie Yuxin 28' (pen.) |       | Sánchez 13' | Arbeidersstadion, Peking Toeschouwers: 80.000 Scheidsrechter: Miklos Nagy |

|                    |           |       |                  |                                                                                       |
| 31 juli 1985 20:45 | Guinee    | 1 – 0 | Verenigde Staten | Arbeidersstadion, Peking Toeschouwers: 80.000 Scheidsrechter: Fallaj Khuzam Al Shanar |
| 31 juli 1985 20:45 | Koita 68' |       |                  | Arbeidersstadion, Peking Toeschouwers: 80.000 Scheidsrechter: Fallaj Khuzam Al Shanar |

|                       |                                     |       |           |                                                                                     |
| 2 augustus 1985 19:00 | China                               | 2 – 1 | Guinee    | Arbeidersstadion, Peking Toeschouwers: 40.000 Scheidsrechter: Carlos Alfaro Venegas |
| 2 augustus 1985 19:00 | Xie Yuxin 18' (pen.) Guo Zhuang 27' |       | Sylla 42' | Arbeidersstadion, Peking Toeschouwers: 40.000 Scheidsrechter: Carlos Alfaro Venegas |

|                       |                |       |                       |                                                                                 |
| 2 augustus 1985 20:45 | Bolivia        | 1 – 2 | Verenigde Staten      | Arbeidersstadion, Peking Toeschouwers: 40.000 Scheidsrechter: Alhati Salahudeen |
| 2 augustus 1985 20:45 | Etcheverry 31' |       | McPhail 51' Pride 64' | Arbeidersstadion, Peking Toeschouwers: 40.000 Scheidsrechter: Alhati Salahudeen |

|                       |                                               |       |                  |                                                                               |
| 4 augustus 1985 19:00 | China                                         | 3 – 1 | Verenigde Staten | Arbeidersstadion, Peking Toeschouwers: 60.000 Scheidsrechter: Carlos Esposito |
| 4 augustus 1985 19:00 | Cao Xiandong 20' Guo Zhuang 22' Sun Bowei 25' |       | Pride 75'        | Arbeidersstadion, Peking Toeschouwers: 60.000 Scheidsrechter: Carlos Esposito |

|                       |         |                                        |        |                                                                           |
| 4 augustus 1985 20:45 | Bolivia | 0 – 3                                  | Guinee | Arbeidersstadion, Peking Toeschouwers: 60.000 Scheidsrechter: Miklos Nagy |
| 4 augustus 1985 20:45 |         | Mohamed Soumah 32' Toure 37' Koita 55' |        | Arbeidersstadion, Peking Toeschouwers: 60.000 Scheidsrechter: Miklos Nagy |

### Groep B
| Pos. | Land              | Ptn. | GW | W | G | V | DV | DT | +/− | Res.                |
| ---- | ----------------- | ---- | -- | - | - | - | -- | -- | --- | ------------------- |
| 1    | Australië         | 6    | 3  | 3 | 0 | 0 | 4  | 1  | +3  | Naar de kwartfinale |
| 2    | West-Duitsland    | 3    | 3  | 1 | 1 | 1 | 5  | 3  | +2  | Naar de kwartfinale |
| 3    | Argentinië        | 3    | 3  | 1 | 1 | 1 | 5  | 4  | +1  |                     |
| 4    | Congo-Brazzaville | 0    | 3  | 0 | 0 | 3 | 4  | 10 | –6  |                     |

|                    |           |       |            |                                                                                  |
| 31 juli 1985 19:00 | Australië | 1 – 0 | Argentinië | Minyuanstadion, Tianjin Toeschouwers: 20.000 Scheidsrechter: Joaquin Urrea Reyes |
| 31 juli 1985 19:00 | Naven 28' |       |            | Minyuanstadion, Tianjin Toeschouwers: 20.000 Scheidsrechter: Joaquin Urrea Reyes |

|                    |                   |       |                                            |                                                                            |
| 31 juli 1985 20:45 | Congo-Brazzaville | 1 – 4 | West-Duitsland                             | Minyuanstadion, Tianjin Toeschouwers: 20.000 Scheidsrechter: Chen Shengcai |
| 31 juli 1985 20:45 | Kakou 73'         |       | Mirwald 21' Witeczek 38', 65' Dammeier 56' | Minyuanstadion, Tianjin Toeschouwers: 20.000 Scheidsrechter: Chen Shengcai |

|                       |                         |       |                   |                                                                                        |
| 2 augustus 1985 19:00 | Australië               | 2 – 1 | Congo-Brazzaville | Minyuanstadion, Tianjin Toeschouwers: 20.000 Scheidsrechter: Hassan Abdullah Al Mullah |
| 2 augustus 1985 19:00 | Trimboli 19' Thodis 52' |       | Kakou 76'         | Minyuanstadion, Tianjin Toeschouwers: 20.000 Scheidsrechter: Hassan Abdullah Al Mullah |

|                       |             |       |                |                                                                            |
| 2 augustus 1985 20:45 | Argentinië  | 1 – 1 | West-Duitsland | Minyuanstadion, Tianjin Toeschouwers: 20.000 Scheidsrechter: Claudio Pieri |
| 2 augustus 1985 20:45 | Cáceres 16' |       | Gabriel 15'    | Minyuanstadion, Tianjin Toeschouwers: 20.000 Scheidsrechter: Claudio Pieri |

|                       |              |       |                |                                                                           |
| 4 augustus 1985 19:00 | Australië    | 1 – 0 | West-Duitsland | Minyuanstadion, Tianjin Toeschouwers: 20.000 Scheidsrechter: Karim Camara |
| 4 augustus 1985 19:00 | Trimboli 12' |       |                | Minyuanstadion, Tianjin Toeschouwers: 20.000 Scheidsrechter: Karim Camara |

|                       |                                            |       |                              |                                                                                  |
| 4 augustus 1985 20:45 | Argentinië                                 | 4 – 2 | Congo-Brazzaville            | Minyuanstadion, Tianjin Toeschouwers: 20.000 Scheidsrechter: Joaquin Urrea Reyes |
| 4 augustus 1985 20:45 | Maradona 23' (pen.) Frutos 38' Alvarez 63' |       | Salles 56' Mantot 60' (pen.) | Minyuanstadion, Tianjin Toeschouwers: 20.000 Scheidsrechter: Joaquin Urrea Reyes |

### Groep C
| Pos. | Land          | Ptn. | GW | W | G | V | DV | DT | +/− | Res.                |
| ---- | ------------- | ---- | -- | - | - | - | -- | -- | --- | ------------------- |
| 1    | Saoedi-Arabië | 5    | 3  | 2 | 1 | 0 | 7  | 2  | +5  | Naar de kwartfinale |
| 2    | Nigeria       | 5    | 3  | 2 | 1 | 0 | 4  | 0  | +4  | Naar de kwartfinale |
| 3    | Italië        | 2    | 3  | 1 | 0 | 2 | 3  | 4  | −1  |                     |
| 4    | Costa Rica    | 0    | 3  | 0 | 0 | 3 | 1  | 9  | −8  |                     |

|                    |                                                         |       |             |                                                                           |
| 31 juli 1985 19:00 | Saoedi-Arabië                                           | 4 – 1 | Costa Rica  | Dalianstadion, Dalian Toeschouwers: 35,000 Scheidsrechter: Arnaldo Coelho |
| 31 juli 1985 19:00 | Al Dosary 25' Al Suraiti 63' Al Razgan 66' Al Fahad 68' |       | Medford 12' | Dalianstadion, Dalian Toeschouwers: 35,000 Scheidsrechter: Arnaldo Coelho |

|                    |           |       |        |                                                                           |
| 31 juli 1985 20:45 | Nigeria   | 1 – 0 | Italië | Dalianstadion, Dalian Toeschouwers: 35.000 Scheidsrechter: Angelo Bratsis |
| 31 juli 1985 20:45 | Momoh 67' |       |        | Dalianstadion, Dalian Toeschouwers: 35.000 Scheidsrechter: Angelo Bratsis |

|                       |               |       |         |                                                                           |
| 2 augustus 1985 19:00 | Saoedi-Arabië | 0 – 0 | Nigeria | Dalianstadion, Dalian Toeschouwers: 36.000 Scheidsrechter: Angelo Bratsis |
| 2 augustus 1985 19:00 |               |       |         | Dalianstadion, Dalian Toeschouwers: 36.000 Scheidsrechter: Angelo Bratsis |

|                       |            |                            |        |                                                                            |
| 2 augustus 1985 20:45 | Costa Rica | 0 – 2                      | Italië | Dalianstadion, Dalian Toeschouwers: 30.000 Scheidsrechter: Simon Bantsimba |
| 2 augustus 1985 20:45 |            | Caverzan 17' Bresciani 56' |        | Dalianstadion, Dalian Toeschouwers: 30.000 Scheidsrechter: Simon Bantsimba |

|                       |                                         |       |               |                                                                           |
| 4 augustus 1985 19:00 | Saoedi-Arabië                           | 3 – 1 | Italië        | Dalianstadion, Dalian Toeschouwers: 30.000 Scheidsrechter: Arnaldo Coelho |
| 4 augustus 1985 19:00 | Al Boushal 5', 61' Al Razgan 78' (pen.) |       | Bresciani 37' | Dalianstadion, Dalian Toeschouwers: 30.000 Scheidsrechter: Arnaldo Coelho |

|                       |            |                                      |         |                                                                         |
| 4 augustus 1985 20:45 | Costa Rica | 0 – 3                                | Nigeria | Dalianstadion, Dalian Toeschouwers: 30.000 Scheidsrechter: Zhang Daqiao |
| 4 augustus 1985 20:45 |            | Igbinoba 62' Momoh 70' Babatunde 72' |         | Dalianstadion, Dalian Toeschouwers: 30.000 Scheidsrechter: Zhang Daqiao |

### Groep D
| Pos. | Land      | Ptn. | GW | W | G | V | DV | DT | +/− | Res.                |
| ---- | --------- | ---- | -- | - | - | - | -- | -- | --- | ------------------- |
| 1    | Hongarije | 5    | 3  | 2 | 1 | 0 | 4  | 0  | +4  | Naar de kwartfinale |
| 2    | Brazilië  | 4    | 3  | 2 | 0 | 1 | 4  | 2  | +2  | Naar de kwartfinale |
| 3    | Mexico    | 3    | 3  | 1 | 1 | 1 | 3  | 3  | 0   |                     |
| 4    | Qatar     | 0    | 3  | 0 | 0 | 3 | 2  | 8  | −6  |                     |

|                    |                |       |                         |                                                                                     |
| 31 juli 1985 19:00 | Qatar          | 1 – 2 | Brazilië                | Hongkoustadion, Shanghai Toeschouwers: 30.000 Scheidsrechter: Christopher Bambridge |
| 31 juli 1985 19:00 | Al Abdulla 50' |       | Bismarck 9' William 58' | Hongkoustadion, Shanghai Toeschouwers: 30.000 Scheidsrechter: Christopher Bambridge |

|                    |        |       |           |                                                                          |
| 31 juli 1985 20:45 | Mexico | 0 – 0 | Hongarije | Hongkoustadion, Shanghai Toeschouwers: 30.000 Scheidsrechter: Cui Baoyin |
| 31 juli 1985 20:45 |        |       |           | Hongkoustadion, Shanghai Toeschouwers: 30.000 Scheidsrechter: Cui Baoyin |

|                       |                        |       |                                    |                                                                                     |
| 2 augustus 1985 19:00 | Qatar                  | 1 – 3 | Mexico                             | Hongkoustadion, Shanghai Toeschouwers: 25.000 Scheidsrechter: Karl-Heinz Tritschler |
| 2 augustus 1985 19:00 | Al Mohannadi 5' (pen.) |       | Cortes 36' Ledesma 52', 77' (pen.) | Hongkoustadion, Shanghai Toeschouwers: 25.000 Scheidsrechter: Karl-Heinz Tritschler |

|                       |          |           |           |                                                                                     |
| 2 augustus 1985 20:45 | Brazilië | 0 – 1     | Hongarije | Hongkoustadion, Shanghai Toeschouwers: 25.000 Scheidsrechter: Christopher Bambridge |
| 2 augustus 1985 20:45 |          | Kanal 55' |           | Hongkoustadion, Shanghai Toeschouwers: 25.000 Scheidsrechter: Christopher Bambridge |

|                       |       |                               |           |                                                                                  |
| 4 augustus 1985 19:00 | Qatar | 0 – 3                         | Hongarije | Hongkoustadion, Shanghai Toeschouwers: 25,000 Scheidsrechter: Juan Ortube Vargas |
| 4 augustus 1985 19:00 |       | Huszak 9' Marik 38' Kanal 80' |           | Hongkoustadion, Shanghai Toeschouwers: 25,000 Scheidsrechter: Juan Ortube Vargas |

|                       |                          |       |        |                                                                                     |
| 4 augustus 1985 20:45 | Brazilië                 | 2 – 0 | Mexico | Hongkoustadion, Shanghai Toeschouwers: 25.000 Scheidsrechter: Karl-Heinz Tritschler |
| 4 augustus 1985 20:45 | William 60' Mauricio 67' |       |        | Hongkoustadion, Shanghai Toeschouwers: 25.000 Scheidsrechter: Karl-Heinz Tritschler |

## Knock-outfase
|  | kwartfinale           | kwartfinale           |                      |       | halve finale         | halve finale         |   |  | finale | finale |
|  |                       |                       |                      |       |                      |                      |   |  |        |        |
|  | 7 augustus – Peking   |                       |                      |       |                      |                      |   |  |        |        |
|  |                       |                       |                      |       |                      |                      |   |  |        |        |
|  | China                 | 2                     |                      |       |                      |                      |   |  |        |        |
|  | China                 | 2                     | 9 augustus – Peking  |       |                      |                      |   |  |        |        |
|  | West-Duitsland        | 4                     |                      |       |                      |                      |   |  |        |        |
|  | West-Duitsland        | 4                     | West-Duitsland       | 4     |                      |                      |   |  |        |        |
|  | 7 augustus – Dalian   |                       | West-Duitsland       | 4     |                      |                      |   |  |        |        |
|  |                       | Brazilië              | 3                    |       |                      |                      |   |  |        |        |
|  | Saoedi-Arabië         | Brazilië              | 3                    | 1     |                      |                      |   |  |        |        |
|  | Saoedi-Arabië         |                       | 11 augustus – Peking | 1     |                      |                      |   |  |        |        |
|  | Brazilië              | 2                     |                      |       |                      |                      |   |  |        |        |
|  | Brazilië              | 2                     | West-Duitsland       | 0     |                      |                      |   |  |        |        |
|  | 7 augustus – Tianjin  |                       | West-Duitsland       | 0     |                      |                      |   |  |        |        |
|  |                       | Nigeria               | 2                    |       |                      |                      |   |  |        |        |
|  | Australië             | Nigeria               | 2                    | 0 (2) |                      |                      |   |  |        |        |
|  | Australië             | 9 augustus – Shanghai |                      | 0 (2) |                      |                      |   |  |        |        |
|  | Guinee                | 0 (4)                 |                      |       |                      |                      |   |  |        |        |
|  | Guinee                | 0 (4)                 | Nigeria              | 1 (4) | derde plaats         | derde plaats         |   |  |        |        |
|  | 7 augustus – Shanghai |                       | Nigeria              | 1 (4) | derde plaats         | derde plaats         |   |  |        |        |
|  |                       | Guinee                | 1 (2)                |       | 11 augustus – Peking | 11 augustus – Peking |   |  |        |        |
|  | Hongarije             | Guinee                | 1 (2)                | 1     | 11 augustus – Peking | 11 augustus – Peking |   |  |        |        |
|  | Hongarije             |                       |                      |       |                      | Brazilië             | 4 |  |        |        |
|  | Nigeria               | 3                     |                      |       |                      | Brazilië             | 4 |  |        |        |
|  | Nigeria               | 3                     | Guinee               | 1     |                      |                      |   |  |        |        |
|  |                       |                       | Guinee               | 1     |                      |                      |   |  |        |        |

### Kwartfinales
|                       |                                 |       |                                          |                                                                             |
| 7 augustus 1985 19:30 | China                           | 2 – 4 | West-Duitsland                           | Arbeidersstadion, Peking Toeschouwers: 80.000 Scheidsrechter: Amaldo Coelho |
| 7 augustus 1985 19:30 | Guo Zhuang 14' Tu Shengqiao 39' |       | 10' 37' 45' Witeczek 35' (e.d.) Bi Sheng | Arbeidersstadion, Peking Toeschouwers: 80.000 Scheidsrechter: Amaldo Coelho |

|                       |               |       |        |                                                                            |
| 7 augustus 1985 19:30 | Australië     | 0 – 0 | Guinee | Minyuanstadion, Tianjin Toeschouwers: 20.000 Scheidsrechter: Claudio Pieri |
| 7 augustus 1985 19:30 |               |       |        | Minyuanstadion, Tianjin Toeschouwers: 20.000 Scheidsrechter: Claudio Pieri |
| 7 augustus 1985 19:30 | Strafschoppen |       |        | Minyuanstadion, Tianjin Toeschouwers: 20.000 Scheidsrechter: Claudio Pieri |
| 7 augustus 1985 19:30 | 2–4           |       |        | Minyuanstadion, Tianjin Toeschouwers: 20.000 Scheidsrechter: Claudio Pieri |

|                       |                      |       |                        |                                                                                  |
| 7 augustus 1985 19:30 | Saoedi-Arabië        | 1 – 2 | Brazilië               | Dalianstadion, Dalian Toeschouwers: 30.000 Scheidsrechter: Carlos Alfaro Venegas |
| 7 augustus 1985 19:30 | Al Razgan 52' (pen.) |       | 38' 49' (pen.) William | Dalianstadion, Dalian Toeschouwers: 30.000 Scheidsrechter: Carlos Alfaro Venegas |

|                       |           |       |                            |                                                                                     |
| 7 augustus 1985 19:30 | Hongarije | 1 – 3 | Nigeria                    | Hongkoustadion, Shanghai Toeschouwers: 25,000 Scheidsrechter: Christopher Bambridge |
| 7 augustus 1985 19:30 | Marik 2'  |       | 17' 58' Momoh 60' Igbinoba | Hongkoustadion, Shanghai Toeschouwers: 25,000 Scheidsrechter: Christopher Bambridge |

### Halve finales
|                       |                                      |       |                                          |                                                                                   |
| 9 augustus 1985 19:30 | West-Duitsland                       | 4 – 3 | Brazilië                                 | Arbeidersstadion, Peking Toeschouwers: 50.000 Scheidsrechter: Joaquin Urrea Reyes |
| 9 augustus 1985 19:30 | Witeczek 15', 57', 66' Konerding 47' |       | 6' Bismarck 37' André Cruz 70' Rodrigues | Arbeidersstadion, Peking Toeschouwers: 50.000 Scheidsrechter: Joaquin Urrea Reyes |

|                       |               |       |                    |                                                                               |
| 9 augustus 1985 19:30 | Nigeria       | 1 – 1 | Guinee             | Hongkoustadion, Shanghai Toeschouwers: 30.000 Scheidsrechter: Carlos Esposito |
| 9 augustus 1985 19:30 | Atere 10'     |       | 20' Mohamed Soumah | Hongkoustadion, Shanghai Toeschouwers: 30.000 Scheidsrechter: Carlos Esposito |
| 9 augustus 1985 19:30 | Strafschoppen |       |                    | Hongkoustadion, Shanghai Toeschouwers: 30.000 Scheidsrechter: Carlos Esposito |
| 9 augustus 1985 19:30 | 4–2           |       |                    | Hongkoustadion, Shanghai Toeschouwers: 30.000 Scheidsrechter: Carlos Esposito |

### Troostfinale
|                        |                                                   |       |           |                                                                          |
| 11 augustus 1985 17:30 | Brazilië                                          | 4 – 1 | Guinee    | Arbeidersstadion, Peking Toeschouwers: 80.000 Scheidsrechter: Cui Baoyin |
| 11 augustus 1985 17:30 | Marques 11' Mauricio 42' William 51' Bismarck 73' |       | 65' Sylla | Arbeidersstadion, Peking Toeschouwers: 80.000 Scheidsrechter: Cui Baoyin |

### Finale
|                        |                |                           |         |                                                                                     |
| 11 augustus 1985 19:30 | West-Duitsland | 0 – 2                     | Nigeria | Arbeidersstadion, Peking Toeschouwers: 80.000 Scheidsrechter: Christopher Bambridge |
| 11 augustus 1985 19:30 |                | 4' Akpoborie 79' Igbinoba |         | Arbeidersstadion, Peking Toeschouwers: 80.000 Scheidsrechter: Christopher Bambridge |